# Anti-Ro
Los autoanticuerpos anti-SSA (autoanticuerpos anti-antígeno A relacionados con el síndrome de Sjögren, también llamados anti-Ro, o nombres similares que incluyen anti-SSA/Ro, anti-Ro/SSA, anti-SS-A/Ro y anti-Ro /SS-A) son un tipo de autoanticuerpos antinucleares que se asocian con muchas enfermedades autoinmunes, como el lupus eritematoso sistémico (LES), el síndrome de superposición SS/LES, el lupus eritematoso cutáneo subagudo (SCLE), el lupus neonatal (con una correlación porcentual de hasta el 100%) y la colangitis biliar primaria. A menudo están presentes en el síndrome de Sjögren (SS). Además, los Anti-Ro/SSA se pueden encontrar en otras enfermedades autoinmunes como la esclerosis sistémica (SSc), la polimiositis/dermatomiositis (PM/DM), la artritis reumatoide (AR) y la enfermedad mixta del tejido conectivo (MCTD), y también están asociados con arritmia cardíaca.
Los autoanticuerpos anti-SSA/Ro se clasifican como antígenos nucleares extraíbles. El autoanticuerpo Anti-SSA/Ro se dirige a las proteínas Ro, concretamente Ro52 y Ro60. Originalmente se pensó que Ro52 y Ro60 eran una proteína; sin embargo, los hallazgos actuales muestran que son dos proteínas funcionalmente distintas codificadas por genes en cromosomas separados. Los autoanticuerpos anti-SSA/Ro se utilizan en entornos clínicos como herramienta de diagnóstico para identificar pacientes con LES y síndrome de Sjögren. En las pruebas clínicas para enfermedades autoinmunes, los anticuerpos anti-Ro se encuentran entre los autoanticuerpos que se detectan de manera más frecuente. Los autoanticuerpos anti-Ro a menudo se encuentran junto con un anticuerpo similar, Anti-La/SSB (también llamado anti-SS-B o anti-SS-B/La), en pacientes con SS. Estos dos anticuerpos comparten características patológicas. 